# Język tswa
Język tswa – język z rodziny bantu, z grupy tswa-ronga, używany w Mozambiku, RPA i Zimbabwe, w 1982 roku liczba mówiących wynosiła około 250 tys.